# Catherine Ferry
Pour les articles homonymes, voir Ferry.
Ne doit pas être confondu avec Catherine Ferri ou Karine Ferri.
 (août 2015).
Si vous disposez d'ouvrages ou d'articles de référence ou si vous connaissez des sites web de qualité traitant du thème abordé ici, merci de compléter l'article en donnant les références utiles à sa vérifiabilité et en les liant à la section « Notes et références ».
Catherine Ferry est une chanteuse française, née le 1er juillet 1953 à Ivry-sur-Seine (Val-de-Marne).

## Biographie
Catherine Ferry est née à Ivry-sur-Seine. Elle grandit dans la ville voisine de Vitry-sur-Seine[réf. souhaitée].

### Concours Eurovision de la chanson 1976

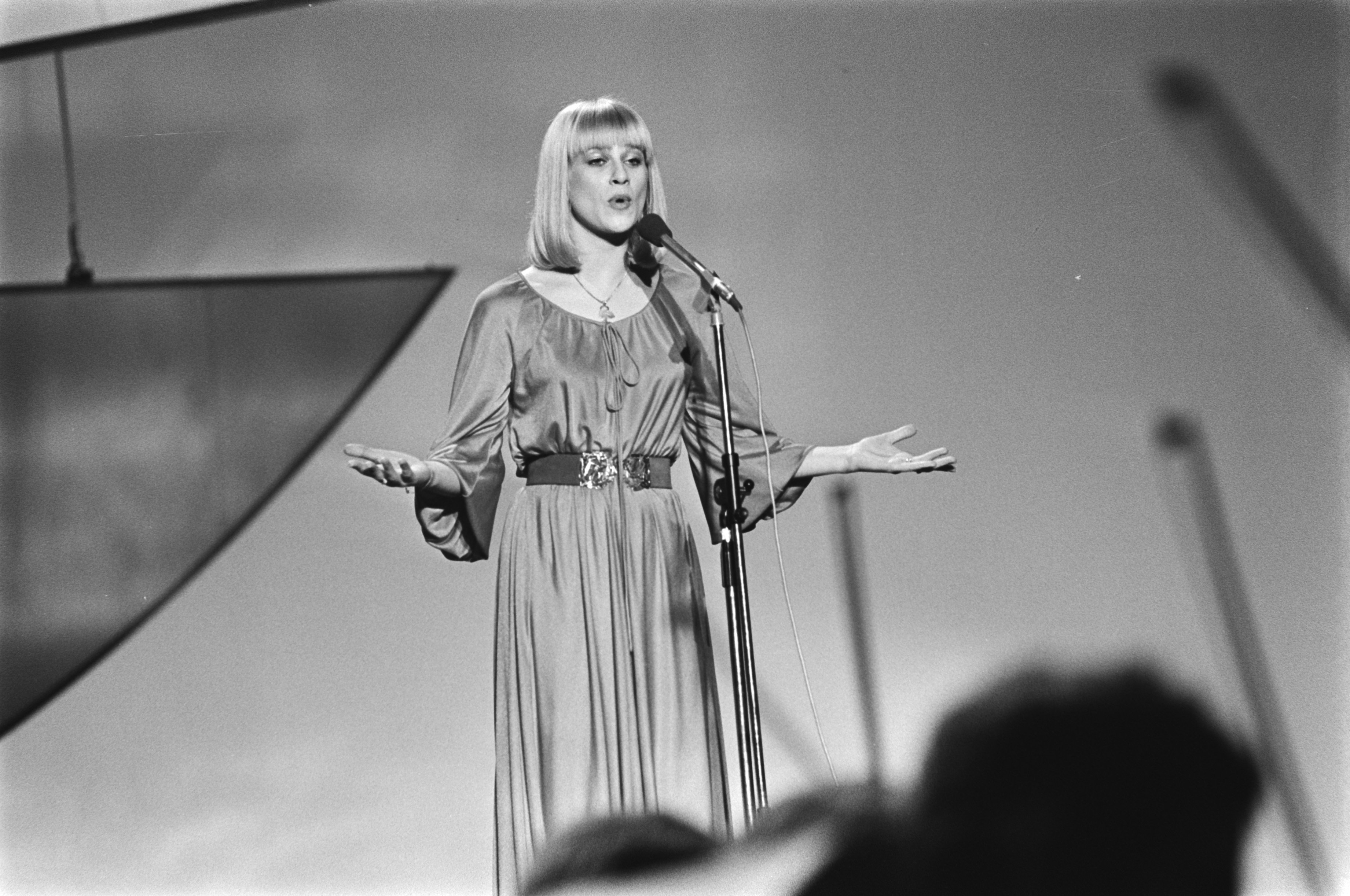
Catherine Ferry au Concours Eurovision de la chanson 1976.

En 1976, Catherine Ferry fait partie des quatorze candidats retenus dans la sélection française pour le Concours Eurovision de la chanson 1976. Les deux demi-finales et la finale de la sélection française sont diffusées en direct sur TF1 et présentées par Évelyne Leclercq. Catherine Ferry fait partie des sept candidats de la première demi-finale du 15 février. Elle y interprète le titre Un, deux, trois composé par Tony Rallo et écrit par Jean-Paul Cara. Grâce aux votes des téléspectateurs, elle se qualifie pour la finale du 29 février. Les six finalistes réinterprètent leur chanson. Catherine remporte la sélection, grâce aux téléspectateurs, face à cinq concurrents (dont Jean Guidoni, classé deuxième), et devient la représentante de la France à l'Eurovision 1976.
Le 3 avril, lors du 21e Concours Eurovision de la chanson à La Haye aux Pays-Bas, elle passe en 17e et avant-dernière position sur la scène. Elle y interprète Un, deux, trois accompagnée par quatre choristes dont Guy et Daniel Balavoine, alors son compagnon et sous la direction de Tony Rallo. Citée parmi les favoris de la compétition, elle manque de peu la victoire. Au terme du vote final, elle se classe deuxième, avec 147 points, derrière le groupe Brotherhood of Man pour le Royaume-Uni avec la chanson Save Your Kisses for Me (164 points). Elle obtient alors le plus grand nombre de points pour la France au Concours Eurovision de la chanson. Elle détient ce record pendant quarante ans, avant qu'il ne soit battu par Amir en 2016 avec 257 points.
Catherine Ferry est en couple avec le chanteur Daniel Balavoine entre 1973 et 1977. Ce dernier compose, par la suite, la plupart de ses titres (dont la face B du titre Un, deux, trois, Petit Jean).

### Carrière
Malgré sa rupture avec Daniel Balavoine, les deux artistes se retrouvent en 1980 pour le 45 tours Tu es mon ennemi et continuent à travailler ensemble.
Après le concours, les radios, les télés, les galas en France, en Europe et une tournée au Japon ainsi que le Festival de Yamaha à Tokyo, Catherine Ferry enregistre plusieurs 45 tours et un album chez Barclay, sous la direction artistique de Léo Missir[réf. souhaitée].
En 1982, elle sort chez WEA le titre Bonjour, Bonjour, sur des paroles de Linda Lecomte et une musique de Daniel Balavoine[source insuffisante], qui s’écoule à 350 000 exemplaires. Le single Grandis pas sort l’année suivante, toujours écrit par Lecomte et composé par Balavoine[source insuffisante].
Elle participe en 1983 au conte musical Abbacadabra imaginé par Alain Boublil sur les musiques d'ABBA.
En 1984, sort son album Vivre avec la musique, une réalisation d'Andy Scott avec des musiques de Daniel Balavoine, Joe Hammer et Michel Rorive, des paroles de Daniel Balavoine, Linda Lecomte, Patrick Dulphy, Bernard Balavoine et Francis Wauthers[réf. souhaitée].
En 1986, la mort de Daniel Balavoine le 14 janvier 1986 laisse inachevé le texte d'une chanson écrite à l'origine pour Frida du groupe ABBA dont Catherine Ferry devait faire une version française. C’est finalement Jean-Jacques Goldman qui écrit les paroles de Quelqu'un quelque part après s'être proposé de le faire au cours d'une discussion après l'enterrement de Balavoine,. Toutefois, le single, qui est enregistré et sorti quelques mois plus tard, n'est pressé qu'à 20 000 exemplaires qui se sont vendus sans aucune promotion.
En 1988, Dany Darras (ex-membre du groupe Présence, réalisateur du clip Words de F. R. David), compose avec Robert Fitoussi les titres Rendez-vous et Manille avec Basile Leroux et Joëlle Kopf[source insuffisante].
Elle se retire ensuite du monde médiatique. Elle vit à Boulogne-sur-Mer depuis 1990.
En 2008, elle interprète de nouveaux titres dont J'attends (Nicolas Peyrac et Fabrice Gratien)[réf. souhaitée].
Au printemps 2010, Catherine Ferry choisit un nouveau producteur, David Hadzis, et se rend à Genève en Suisse pour enregistrer son single Petit Jean avec John Woolloff, l’ex-guitariste de Daniel Balavoine[réf. souhaitée].
La chanson Un, deux, trois est choisie pour figurer dans l'adaptation cinématographique du film Potiche de François Ozon avec Catherine Deneuve et Gérard Depardieu, sorti en novembre 2010.

## Discographie

### 45 tours
- 1975 : Julia mon cœur / Chanson pour toi  [Barclay]
- 1976 : Un, deux, trois / Petit Jean [Barclay]
- 1976 : Ma chanson d'amour / Petit Jean  [Barclay Japon]
- 1977 : Mélodie bleue / Une histoire d'amour  [Barclay]
- 1977 : J'ai laissé le bon temps rouler / Pour tous ceux qui t'aiment  [Barclay]
- 1978 : J'imagine / Le Chanteur anglais  [Barclay]
- 1979 : Dis goodbye à ton goodboy / Baxter  [Barclay]
- 1980 : Tu es mon ennemi / Maman vit avec les animaux  [Barclay]
- 1982 : Bonjour Bonjour / Il est en retard [WEA]
- 1983 : Grandis pas / Pourquoi pas - version 45 tours [WEA]
- 1984 : Vivre avec la musique / Un homme tout perdu [WEA]
- 1984 : Prends tout ce qu'on te donne / Raté  [WEA]
- 1986 : Quelqu'un quelque part / Ce matin   [Harry Williams/Tréma]
- 1989 : Manille / Rendez-vous  [Charles Talar]
- 2010 : Petit Jean - nouvelle version acoustique  [Arthanor Music]